# 会津よつば農業協同組合
会津よつば農業協同組合（あいづよつばのうぎょうきょうどうくみあい、通称：JA会津よつば）は、福島県会津若松市に本店を置く農業協同組合。

## 概要
2016年3月1日に、会津いいで農業協同組合（本店：喜多方市）・会津みなみ農業協同組合（本店：南会津郡南会津町）・あいづ農業協同組合（本店：会津若松市）・会津みどり農業協同組合（本店：河沼郡会津坂下町）が合併して、会津よつば農業協同組合となった。存続組合は会津いいで農業協同組合であり、統一金融機関コードも同組合の4160を継承したが、本店は、会津いいでの本店勘定を移設する形で、旧・あいづ農業協同組合の本店所在地（会津若松市）に置かれた。
会津若松市、喜多方市、耶麻郡、南会津郡、河沼郡、大沼郡に本支店を置く。
北塩原村の指定金融機関。

## 本・支店
- 会津若松市
  - 本店・会津若松支店　電話　0242-37-2222　FAX　0242-37-2255
  - 湊支店
  - 門田支店
  - 北会津支店
  - 河東支店
- 喜多方市
  - 喜多方支店
  - 喜多方中央支店
  - 熱塩加納支店
  - 塩川支店
  - 山都支店
  - 高郷支店
- 耶麻郡北塩原村
  - 北塩原支店
  - 早稲沢出張所
- 耶麻郡西会津町
  - 西会津支店
  - 奥川支店
- 耶麻郡磐梯町
  - 磐梯支店
- 耶麻郡猪苗代町
  - 猪苗代中央支店
  - 猪苗代東支店
- 南会津郡南会津町
  - 田島支店
  - 舘岩支店
  - 伊南支店
  - 南郷支店
- 南会津郡下郷町
  - 下郷支店
- 南会津郡只見町
  - 只見支店
- 南会津郡檜枝岐村
  - 檜枝岐支店
- 河沼郡会津坂下町
  - 坂下支店
- 河沼郡柳津町
  - 柳津支店
- 河沼郡湯川村
  - 湯川支店
- 大沼郡三島町
  - 三島支店
- 大沼郡昭和村
  - 昭和支店
- 大沼郡金山町
  - 金山支店
- 大沼郡会津美里町
  - 高田支店
  - 本郷支店
  - 新鶴支店